# Serra de la Penyalba
La Serra de la Penyalba és una serra situada al municipi de la Bisbal de Montsant a la comarca del Priorat, amb una elevació màxima de 508 metres.